# ترگوویشته (کرایوو)
ترگوویشته (به صربی: Trgovište) یک منطقهٔ مسکونی در صربستان است که در کرالیفو واقع شده‌است.